# RTL電視台
RTL電視台（RTL Television）是德國RTL集團旗下的一間德語電視台，提供免費頻道，現時總部設於科隆。除德國本土外，也在法國、盧森堡及瑞士設立RTL9法語頻道。
RTL於1984年1月2日啟播，初期總部設於盧森堡，至1988年遷往西德科隆。

## 外部連結
- RTL Television主頁（页面存档备份，存于） （德文）